# 사카키바라 마사미치
사카키바라 마사미치(일본어: 榊原政倫, 1665년 3월 17일 ~ 1683년 3월 25일)는 에도 시대 전기의 다이묘이다. 하리마 히메지번 제3대 번주, 에치고 무라카미번 초대 번주를 지냈다. 사카키바라가 제5대 당주.
| 전임 사카키바라 마사후사 | 제3대 히메지번 번주 (사카키바라 가문) 1667년 | 후임 마쓰다이라 나오노리 |

| 전임 마쓰다이라 나오노리 | 제1대 무라카미번 번주 (사카키바라 가문) 1667년 ~ 1683년 | 후임 사카키바라 마사쿠니 |